# Siemens ME45
Siemens ME45 hay Siemens 3618 là một điện thoại di động GSM-900/1800, được thiết kế cho tính bền bỉ. Nó nặng 99 g, có màn hình đơn sắc, hỗ trợ WAP và GPRS. Các thiết bị điện tử của nó đồng nhất với Siemens S45, và có thể cài thêm phần mềm của Siemens S45i (thêm vào trình khách email).
Nó được ra mắt vào năm 2001.
Lợi ích chính của ME45 là chống bụi, chống sốc và chống nước.
Siemens ME45 được Jason Bourne dùng trong phim The Bourne Supremacy.